# جمشیدلو
جمشیدلو (به لاتین: Cümşüdlü) یک منطقه مسکونی در جمهوری آذربایجان است که در شهرستان گوی‌گول واقع شده است. جمشیدلو ۱۵۹۰ نفر جمعیت دارد.